# Baumia angolensis
Baumia es un género monotípico de plantas fanerógamas perteneciente a la familia Orobanchaceae, antes incluida en Scrophulariaceae. Su única especie: Baumia angolensis, es originaria de Angola.

## Descripción
Es una hierba anual hispida delgada erecta, con 20 a 30 cm de alto. Tallo simple o ligeramente ramificado por encima de la media. Hojas opuestas, de 2,5 a 5 cm de largo, profundamente pinnatífidas; lóbulos 3-7, lineales. Flores subsésiles, solitarias en las axilas de las hojas superiores, y en espigas terminales, cortas. Bractéolas 2, lanceoladas, costate, igualando el cáliz, algo obtuso. Cáliz grueso peludo en el exterior, glabras por dentro; lóbulos alrededor de un cuarto de la longitud del tubo.

## Taxonomía
Baumia angolensis fue descrita por Engl. & Gilg y publicado en Kunene-Sambesi-Expedition 366. 1903.
Etimología
Baumia: nombre genérico otorgado en honor del botánico alemán Hugo Baum.
angolensis: epíteto geográfico que alude a su localización en Angola.